# 쇼자에 칼릴자데
쇼자에 칼릴자데(페르시아어: شجاع خلیل‌زاده, Shojae Khalilzadeh, 1989년 5월 14일 ~ )는 이란의 축구 선수로, 현재 페르시안 걸프 프로리그의 트락토르에서 수비수로 활약하고 있다.